# Monogrenade
Monogrenade es una banda francófona con sede en Montreal.

## Historia
Tras lanzar su primer EP en 2009, titulado La saveur des fruits en Paper Bag Records, llegaron en segundo lugar en la edición 2010 de Les Francouvertes.
La banda ganó bastante atención cuando el video para su canción Ce soir fue presentado en la lista de Mashable  de Top 10 Videos de Stop-Motion en Youtube.
En 2011, lanzaron su primer álbum de estudio Tantale en Bonsound Records. Su segundo álbum, Composite, fue lanzado en 2014.

## Miembros de la banda
- Jean-Michel Paloma (letras, voz, guitarra y teclados)
- François Lessard (bajo, guitarra)
- Marianne Houle (violonchelo)
- Mathieu Collette (batería)

## Discografía
- La saveur des fruits (2009, Paper Bag Records)
- Tantale (2011, Bonsound Records)
- Composite (2014)